# La Bonneville
La Bonneville település Franciaországban, Manche megyében. Lakosainak száma 176 fő (2022. január 1.). La Bonneville Reigneville-Bocage, Crosville-sur-Douve, Étienville, Orglandes, Rauville-la-Place, Varenguebec és Picauville községekkel határos.

## Népesség
A település népességének változása:
| Lakosok száma | 205  | 154  | 129  | 158  | 195  | 202  | 186  | 178  | 180  | 176  |
|               | 1968 | 1982 | 1990 | 2006 | 2013 | 2015 | 2017 | 2019 | 2020 | 2022 |